# Clevelândia
Clevelândia là một đô thị thuộc bang Paraná, Brasil. Đô thị này có diện tích 704,634 km², dân số năm 2007 là 18041 người, mật độ 26,3 người/km².